# Ixora otophora
Ixora otophora är en måreväxtart som beskrevs av Cornelis Eliza Bertus Bremekamp. Ixora otophora ingår i släktet Ixora och familjen måreväxter. Inga underarter finns listade i Catalogue of Life.